# NGC 108
NGC 108 là một thiên hà dạng hạt đậu nằm cách xa khoảng 220 triệu năm ánh sáng trong chòm sao Tiên Nữ. Nó được phát hiện bởi William Herschel vào ngày 11 tháng 9 năm 1784.